# Miho Oki
Miho Oki (沖美穂, Miho Oki, Shimizu, 8 de março de 1974) é uma ex-ciclista olímpico japonesa. Oki representou seu país durante os Jogos Olímpicos de Verão de 2000, 2004 e 2008. Aposentou-se em 2008.